# 혼다 다다무네

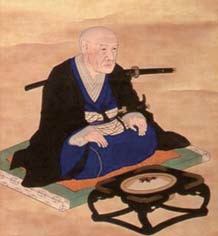
혼다 다다무네

혼다 다다무네(일본어: 本多忠統, 1691년 7월 13일 ~ 1757년 4월 17일)는 가와치 니시다이 번 제2대 번주, 이세 간베번 초대 번주를 지냈다. 에도 막부에선 와카도시요리를 맡았다. 간베번 혼다가(종가는 제제번) 제2대 당주.
니시다이 번 선대 번주 혼다 다다쓰네의 차남으로 태어났다.
| 전임 (혼다 다다쓰네) | 가와치국·오미국의 다이묘 (혼다 히코하치로가) 1704년 ~ 1711년 | 후임 니시다이 번으로 전봉 |

| 전임 공석(혼다 다다쓰네) | 제2대 니시다이 번 번주 (혼다 히코하치로가) 1711년 ~ 1732년 | 후임 폐번 |

| 전임 이시카와 후사시게 | 제1대 간베번 번주 (혼다 히코하치로가) 1732년 ~ 1750년 | 후임 혼다 다다나가 |